# Palestijnse christenen

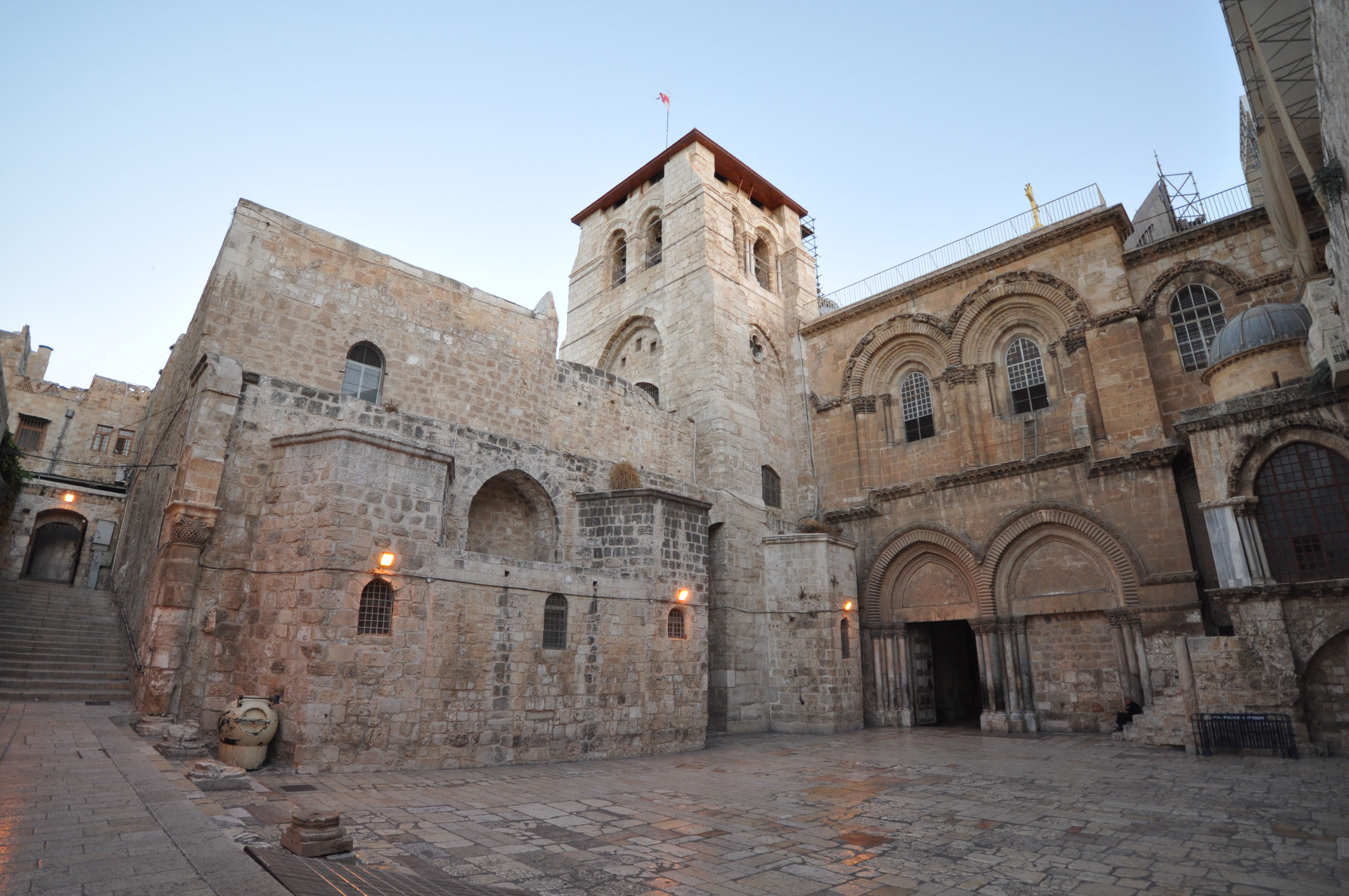
De Heilig Grafkerk in Jeruzalem

Palestijnse christenen zijn christenen van Palestijnse afkomst die afstammen van de volkeren van geografisch Palestina, thans Israël, de Palestijnse gebieden en de door Israël bezette gebieden. De Palestijnse christenen voelen zich nauw verwant aan Jezus en beschouwen zich als nakomelingen van de eerste christenen. Ze vormen een zeer diverse bevolkingsgroep, en behoren tot een aantal christelijke denominaties. In de christelijke wijk van Jeruzalem bevinden zich vele christelijke heilige plaatsen, waaronder de Heilig Grafkerk. Ook Bethlehem met de Geboortekerk en de 'Herdersvelden' zijn van grote betekenis voor de Palestijnse christenen.

## De eerste christenen
De eerste christelijke Palestijnse gemeenschappen waren Aramees sprekende Messiaanse joden, Latijn- en Griekssprekende Romeinen en Grieken, en afstammelingen van onder meer Feniciërs, Syro-Feniciërs, Arameeërs, Grieken, Perzen en Arabieren (zoals Nabateeërs). De overgrote meerderheid van de Palestijnse christenen viel onder de kerkelijke jurisdictie van het oecumenisch patriarchaat. Ze stonden bekend als Melkieten (volgelingen van de koning), die in de eeuwen erna werden gehelleniseerd en de Aramese taal verlieten ten gunste van het Grieks. Tegen de 7e eeuw werden Jeruzalem en Byzantijns Palestina het epicentrum van de Griekse cultuur in het oosten.
Door de verspreiding van de Islam ruilden de Melkieten steeds vaker het Grieks in voor het Arabisch. Daarbij namen ze ook vaak in essentie islamitische gebruiken over.

### Volkstelling van 1922
Volgens de volkstelling van 1922 leefden er ongeveer 73.000 christenen in Palestina.
| Stroming                       | Aantal |
| ------------------------------ | ------ |
| Grieks-orthodox                | 33.369 |
| Rooms-katholiek                | 14.245 |
| Grieks-katholiek (Melkiet)     | 11.191 |
| Anglicaanse Kerk               | 4.553  |
| Armeens-orthodox (Gregoriaans) | 2.939  |
| Maroniet                       | 2.382  |
| Protestants                    | 826    |
| Syrisch-orthodox (Jacobiet)    | 813    |
| Tempeliers                     | 724    |
| Lutheraan                      | 437    |
| Presbyteriaanse Kerk           | 361    |
| Syrisch-katholiek              | 323    |
| Koptische kerk                 | 297    |
| Armeens-katholiek              | 271    |
| Abessijnse Kerk                | 85     |
| Overige                        | 208    |

Bron: J. B. Barron, ed. (1923). Palestine: Report and General Abstracts of the Census of 1922. Government of Palestine. Tables XII–XVI.

## Positie en emigratie
Een derde van de Palestijnse christenen behoorde tot de vluchtelingen van 1948. Voor de oprichting van de staat Israël vormden Palestijnse christenen tussen de 13 en 20 procent van de bevolking. Sindsdien is het aantal Palestijnse christenen ook op de Westelijke Jordaanoever, in de Gazastrook en in Israël geslonken. Palestijnse christenen zijn in de minderheid. Ze behoren vaak tot de iets betere economische, stedelijke klasse. Hierdoor kiezen zij vaker dan Palestijnse moslims voor een leven in het buitenland. Christelijke Palestijnen worden steeds meer een minderheid. 
Volgens Rifat Kassis, directeur van de YMCA in Oost-Jeruzalem voelen christelijke Palestijnen zich voor alles eerst christen, dan Palestijn, wat een zware verantwoordelijkheid betekent. Want het christelijk geloof staat voor hem voor liefde en barmhartigheid, zaken die in het huidige Israël en de door Israël bezette gebieden ver te zoeken zijn.
Wereldwijd zijn er circa 400.000 christelijke Palestijnen. Dit aantal staat gelijk aan 6,5% van het totaal aantal Palestijnen. Slechts 50.000 ervan leven op de Westelijke Jordaanoever en 2.000 in Gaza. Hiermee vormen ze circa 2% van de bevolking in de Palestijnse gebieden. In Israël wordt het aantal Palestijnse christenen geschat op 140.000, wat eveneens zo’n 2% van de totale bevolking is en 8,8% van de Palestijnen in Israël.

## In Israël
De in Israël wonende Palestijnse christenen, evenals Palestijnse moslims, hebben de Israëlische nationaliteit en zijn daarmee 'Israëlische burgers van Palestijnse afkomst'. Ze hebben daarmee formeel evenveel rechten als Joodse Israëliërs, maar zijn niet verplicht om in het leger te dienen. Door wel in het leger te dienen, kan voor christenen als voordeel hebben dat ze naar de universiteit kunnen gaan, bij de overheid kunnen werken, of een stuk grond of een huis kunnen kopen. Tevens hoeven ze minder belasting te betalen. Het aantal Palestijnse christenen dat in het Israëlische leger dient is echter zeer klein.

## Benamingen
In zowel de lokale dialecten van het Arabisch als in het modern Standaardarabisch worden Arabische christenen Nasrani (afgeleid van het Arabische woord voor Nazareth, al-Nasira) of Masihi (afgeleid van het Arabische woord Masih, wat Messias betekent) genoemd. In het Hebreeuws heten ze Notzri, wat Nazarener betekent.

## Bekende Palestijnse christenen
- Shireen Abu Akleh, journaliste
- Justin Amash, politicus
- Hanan Ashrawi, politica
- Naim Ateek, geestelijke
- Mira Awad, actrice
- Azmi Bishara, politicus
- Elias Chacour, prister
- Diodorus I van Jeruzalem, patriarch
- George Habash, politicus
- Wadi Haddad, leider PFLP
- Benny Hinn, voorganger
- Ireneus I van Jeruzalem, patriarch
- Mitri Raheb, pastor
- Michel Sabbah, aartsbisschop
- Antonio Saca, voormalige president
- Edward Said, literatuurwetenschapper
- Raja Shehadeh, schrijver
- Sirhan Sirhan
- Elia Suleiman, acteur
- Theofilus III van Jeruzalem, patriarch
- Fouad Twal, patriarch
- Dorotheus van Gaza, schrijver
- Munib Younan, bisschop